# 罪行摘要
《罪行摘要》是一部与文革受迫害群体相关的电影。
2011年，一位老人在网上公布了一批文革时期的犯人登记表。表格中各种“罪名”的“犯人”在浙江省衢州十里丰农场服刑，大都是农民。他们以各种罪名被判处7年至20年刑期。
导演徐星拿着22份粗糙泛黄表格的复印件，按照地址按图索骥，历时三年单枪匹马采访到了14位曾遭迫害的老人。

## 影片內容
1966年到1976年的中国，数亿民众身陷一场血腥暴力浩劫。
影片重点讲述了浙江地区“现行反革命”因言获罪的农民几十年来的点点滴滴。有老人50年来不敢交朋友，如今仍然独来独往。当导演问被关的时候有没有被打，老人说被打是难免的，“两个手指头用牛筋绑好，手指头中间扎针，一个个扎进去”，“扎针？扎多少根针？”，“那是过去的事情，算了。”
另一位老人当时是村里的会计，罪名是用气枪瞄准毛泽东的画像，被判10年，“这真有点可笑，这样子会成立罪名的，会判刑的，我到现在有的时候心里都在笑，心里都在笑。一个呢，我想，过去了。第二个呢，他也是受人家的指使，那个时候文化大革命啊，那个时候，这个人性啊，都是没有心的，就是这个谁压倒谁，他身上垫一下就高一点，这样子的。”

## 影片製作
徐星，导演兼作家。2010年，徐星在北京宋庄认识了一位叫贾和震的画家。贾曾经被指控“现行反革命”，在监狱农场度过了十年。他用“犯人登记表”的背面偷偷作画，偷偷带出监狱。
徐星说，“关于‘文革’的反思和记录记录，无论是文艺作品、新闻报道还是纪录片，绝大部分都把视角集中在政治家和知识分子身上，极少关注底层群体，而农民这一块，基本没有涉及，其实，这个群体的遭遇可能最为悲惨和荒诞。”
一共用了三年多的时间，寻找用了一整年，拍摄一年多，又花了一年多剪辑成片。2014年，纪录片《罪行摘要》终于问世，14位老人娓娓道出当年的遭遇。

## 影响

### 封杀
因题材的“敏感”性，在中国大陆难以找到影片资源，因而与其他同类题材一样被消弱了传播的影响力。

### 其他
2013年12月影片剪辑完后徐星带着成片回到浙江，看望老人们。回访视频添加在宣传片里，以及139分钟版本的影片末尾。
2014年3月29日，影片在杭州的一家咖啡馆放映。“这个片子是我人生中的一件大事。”放映会展板上有着徐星的一句话，“我期望以后的年轻人，不再生活在谎言中，这就是我拍下去的动力”